# آتاناس آرشینکوف
آتاناس آرشینکوف (بلغاری: Атанас Аршинков؛ زادهٔ ۸ آوریل ۱۹۸۷) بازیکن فوتبال اهل بلغارستان است.